# Vuelta al País Vasco 1925
La II Vuelta al País Vasco, disputada entre el 6 de agosto y el 9 de agosto de 1925, estaba dividida en 3 etapas para un total de 670 km.
Para esta primera edición se inscribieron 85 ciclistas, de los que finalmente participaron 66 y finalizaron la prueba 37 de ellos.
El vencedor final fue el ciclista belga Auguste Verdyck.

## Pasos previos
Tras el tremendo éxito de la primera Vuelta al País Vasco, el Excelsior no dudo en empezar a trabajar en la segunda edición. En ella se hizo una pequeña modificación del recorrido de la primera etapa, que tras pasar por Alsasua, en vez de ir directos a Pamplona se iba a pasar por Estella, subiendo al Alto de Lizarraga, a finde endurecer el final de la etapa.
El éxito de la primera edición hizo que el periódico parisino L"Auto la incluyera en el calendario internacional de grandes pruebas ciclistas. Esto era un espaldarazo muy importante. Al mismo tiempo estaba el reconocimiento unánime de que la Vuelta al País Vasco era la carrera ideal de fondo, sin llegar a los supremos y heroicos esfuerzos del Tour o del Giro. Por todo ello, la lista de participantes reunió a lo mejor del ciclismo internacional.
Se presentaron en la línea de salida Ottavio Bottecchia, Lucien Buysse, Albert Dejonghe, Auguste Verdyck, Felix Sellier, Adelin Benoit, Jules Buysse, Eugene Christophe y Louis Mottiat entre otros. Estos habían sido, días antes en el Tour de Francia, los 1º, 2º, 5º, 8º, 9º, 12º, 15º, 18º y 31.º de la general final.
Entre los "nacionales" la lucha se preveía importante entre los catalanes Jaime Janer, Miguel Mucio y Teodoro Monteys y, los vascos Domingo Gutiérrez y Ricardo Montero.

## Desarrollo de la prueba

### 1ª etapa: Bilbao-Pamplona
- Itinerario: Bilbao, Sodupe, Oquendo, Llodio, Orduña, Alto de Unza (La Barrerilla), Murgia , Vitoria (control de firma y aprovisionamiento), Salvatierra, Alsasua, Etxarri, Lizarraga, Alto de Lizarraga, Estella (control de firma y aprovisionamiento), Puente la Reina, Alto de Legarda y Pamplona.
En la primera parte de la etapa, hasta Vitoria, fueron los extranjeros los que avivaron el ritmo, intentando aprovechar el pinchazo de Ottavio Bottecchia, si bien finalmente todos se reagruparon futo del trabajo de los compañeros de equipo del italiano. Una vez en el Alto de La Barrerilla fue el propio Bottecchia quien se lanzó al ataque, siendo seguido únicamente por Ricardo Montero, si bien la distancia que obtuvieron fue escasa.
A Vitoria llegó un pelotón reagrupado de 35 corredores. En cuanto de divisó el Alto de Lizarraga, fue nuevamente Bottecchia quien selecciona el grupo que llegó a la meta de Pamplona. El sprint lo ganó Joseph Pe. La etapa fue dura, prueba de ello fueron los dieciséis abandonos que se produjeron a lo largo de la etapa.

### 2ª etapa: Pamplona-San Sebastián
- Itinerario: Pamplona, Aoiz, Roncesvalles, Arnegi, San Juan de Pie de Puerto, Osquich, Maule (control de firma y aprovisionamiento), Hasparren, Bayona (control), San Juan de Luz y San Sebastián.
La etapa se inició con la noticia del abandono de Bottecchia, que tenía que cumplir con un compromiso en Parma que le suponía fuertes beneficios económicos. El excesivo calor hizo estragos en los corredores y deslució totalmente la etapa. En la ascensión al Col de Osquich se animó un poco la marcha, siendo Verdyck el más agresivo, coronando en primer lugar, seguido de Pe y Montero.
En la bajada renació la calma y por Donapaleu iba un pelotón de dieciocho. Sin más incidencias se llegó a Bayona (último control de la etapa), donde se vivió el único momento emocionante. Aprovechando el control de aprovisionamiento, se escaparon Dejonghe y Van de Casteele y pronto pusieron metros de ventaja sobre los perseguidores, que tardaron en organizarse. Pero al paso por Biarritz, se les atravesó un auto y con la aleta tiró a uno de ellos, que arrastró al otro. La caída fue alarmante, pero por fortuna no tuvo consecuencias, salvo algunos rasguños. Lo que ocurrió es que fueron cazados inmediatamente por el grupo del que tiraban los Alcyon y los Automoto.
Finalmente se presentaron catorce corredores en el sprint final. En la magnífica recta del Kursaal donostiarra se impuso Felix Sellier. Entre los abandonos de esta caluroso etapa destacaron los de Lucien Buysse, Souchard y Vermandel.

### 3ª etapa: San Sebastián-Bilbao
- Itinerario: San Sebastián, Alto de Itziar, Deva, Lequeitio (control), Alto de Ereño, Artega, Guernica, Bermeo (control), Alto de Sollube, Munguía, Alto de Andraka, Plencia (control), Algorta y Bilbao.
Salieron 37 corredores para afrontar la última etapa, se inició con buen ritmo, pero sin que el pelotón se disgregara hasta Deba, donde el terreno de continuos repechos hizo que se formaran tres grupos que se reagruparon un poco antes de Lequeitio. Hasta que se llegó al pie de Sollube, donde se rompió definitivamente la carrera. 
El primer grupo estaba formado por Dejonghe, Dossche, Van de Casteele, Pe, Bidot, Verdyck y el local Cesáreo Sarduy. Primero atacó Pe, pero enseguida Verdyck salió en su busca y lo rebasó coronando Sollube con 50 s sobre Pe y 2' sobre Dossche.
El descenso fue vertiginoso hasta Munguía y ya en el llano comenzaron a aumentar progresivamente las diferencias, así hasta Plencia, donde Verdyck llevaba 5' de ventaja. El resto de la etapa fue un camino triunfal hasta Bilbao, llevándose Auguste Verdyck la etapa y la II Vuelta al País Vasco. Ricardo Montero se tuvo que conformar con ser el primero de los "nacionales" al quedar en decimocuarta posición.

## Etapas
| Etapa    | Fecha    | Recorrido                | km  | Vencedor de la Etapa | Líder de la general |
| -------- | -------- | ------------------------ | --- | -------------------- | ------------------- |
| 1ª etapa | 06/08/25 | Bilbao - Pamplona        | 227 | Joseph Pe            | Joseph Pe           |
| 2ª etapa | 07/08/25 | Pamplona - San Sebastián | 270 | Felix Sellier        | Joseph Pe           |
| 3ª etapa | 09/08/25 | San Sebastián - Bilbao   | 173 | Auguste Verdyck      | Auguste Verdyck     |

## Clasificaciones
| \| 1. \| Auguste Verdyck \| Bélgica \| 24h 50' 34s \| \| 2. \| Joseph Pe \| Bélgica \| a 5' 33s \| \| 3. \| Marcel Bidot \| Francia \| a 9' 40s \| \| 4. \| Albert Dejonghe \| Bélgica \| a 12' 46s \| \| 5. \| Adelin Benoit \| Bélgica \| a 15' 07s \| \| 6. \| Camille Van de Casteele \| Bélgica \| a 26' 38s \| \| 7. \| Aime Dossche \| Bélgica \| a 29' 00s \| \| 8. \| Louis Mottiat \| Bélgica \| a 30' 14s \| \| 9. \| Jules Matton \| Bélgica \| a 30' 40s \| \| 10. \| Jules Buysse \| Bélgica \| a 30' 48s \| |                         |         |             |
| 1. | Auguste Verdyck         | Bélgica | 24h 50' 34s |
| 2. | Joseph Pe               | Bélgica | a 5' 33s    |
| 3. | Marcel Bidot            | Francia | a 9' 40s    |
| 4. | Albert Dejonghe         | Bélgica | a 12' 46s   |
| 5. | Adelin Benoit           | Bélgica | a 15' 07s   |
| 6. | Camille Van de Casteele | Bélgica | a 26' 38s   |
| 7. | Aime Dossche            | Bélgica | a 29' 00s   |
| 8. | Louis Mottiat           | Bélgica | a 30' 14s   |
| 9. | Jules Matton            | Bélgica | a 30' 40s   |
| 10. | Jules Buysse            | Bélgica | a 30' 48s   |

| \| 1. \| Ricardo Montero \| Real Unión de Irún \| 25h 37' 32s \| \| 2. \| Juan De Juan \| Dollar \| a 25' 16s \| \| 3. \| Félix Pérez Ecenarro \| Real Unión de Irún \| a 42' 08s \| \| 4. \| Remigio Loroño \| Erandio Club \| a 54' 31s \| \| 5. \| Victorino Otero \| Gimnástica de Torrelavega \| a 56' 24s \| \| 6. \| Jaime Janer \| Arenas Club \| a 1h 10' 05s \| \| 7. \| José Trueba \| Independiente \| a 1h 20' 41s \| \| 8. \| Miguel García \| Club Cañista de Madrid \| a 1h 29' 03s \| \| 9. \| Ángel Castro \| Cuesta \| a 1h 31' 47s \| \| 10. \| Cesáreo Sarduy \| Athletic Club \| a 1h 36' 40s \| |                      |                           |              |
| 1. | Ricardo Montero      | Real Unión de Irún        | 25h 37' 32s  |
| 2. | Juan De Juan         | Dollar                    | a 25' 16s    |
| 3. | Félix Pérez Ecenarro | Real Unión de Irún        | a 42' 08s    |
| 4. | Remigio Loroño       | Erandio Club              | a 54' 31s    |
| 5. | Victorino Otero      | Gimnástica de Torrelavega | a 56' 24s    |
| 6. | Jaime Janer          | Arenas Club               | a 1h 10' 05s |
| 7. | José Trueba          | Independiente             | a 1h 20' 41s |
| 8. | Miguel García        | Club Cañista de Madrid    | a 1h 29' 03s |
| 9. | Ángel Castro         | Cuesta                    | a 1h 31' 47s |
| 10. | Cesáreo Sarduy       | Athletic Club             | a 1h 36' 40s |